# Castellví de la Marca
Castellví de la Marca település Spanyolországban, Barcelona tartományban. Lakosainak száma 1716 fő (2024).

## Földrajza
Castellví de la Marca Sant Martí Sarroca, Santa Margarida i els Monjos, L'Arboç, Castellet i la Gornal, Sant Jaume dels Domenys és El Montmell községekkel határos.

## Népesség
A település lakosságának változását az alábbi diagram mutatja:
| Lakosok száma | 131  | 1299 | 1619 | 1405 | 1356 | 1522 | 1661 | 1589 | 1535 | 1716 |
|               | 1717 | 1887 | 1936 | 1960 | 1986 | 2004 | 2009 | 2014 | 2019 | 2024 |